# Stary Żoliborz
Stary Żoliborz – obszar Miejskiego Systemu Informacji w dzielnicy Żoliborz w Warszawie.

## Położenie
Według MSI granice Starego Żoliborza wyznaczają:
- od południa: linia kolejowa Warszawa Zachodnia – Warszawa Gdańska – most Gdański,
- od wschodu: rzeka Wisła,
- od zachodu: al. Jana Pawła II i ul. Popiełuszki,
- od północy: ul. Potocka, ul. Promyka i ul. Bohomolca.

Na obszarze tym znajdują się kolonie zbudowane przez WSM oraz osiedla:
- Żoliborz Oficerski,
- Żoliborz Urzędniczy,
- Żoliborz Dziennikarski.

## Ważniejsze obiekty
- Cytadela Warszawska
- Centrum Olimpijskie
- Plac Inwalidów
- Plac Wilsona oraz stacja metra Plac Wilsona
- Park im. Żeromskiego
- Kościół św. Stanisława Kostki z grobem błogosławionego ks. Jerzego Popiełuszki
- Kino „Wisła”
- Osiedle Kępa Potocka
- Osiedle Wyspiańskiego

## Historia
Na Starym Żoliborzu na ul. Krasińskiego (koło skrzyżowania z ul. Kochowskiego) 1 sierpnia 1944 ok. godz. 13.50 rozpoczęło się powstanie warszawskie.

## Galeria

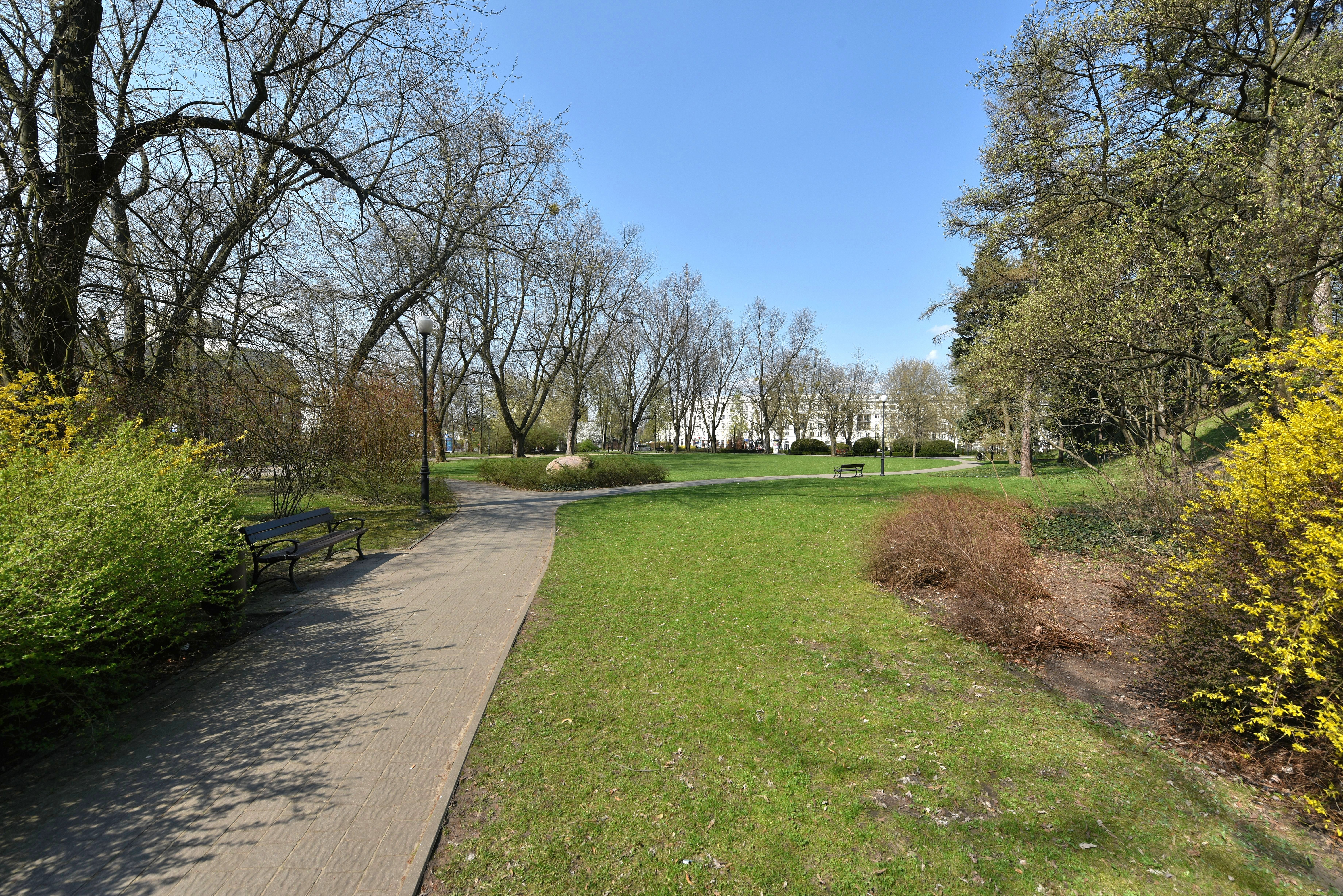
Park Stefana Żeromskiego
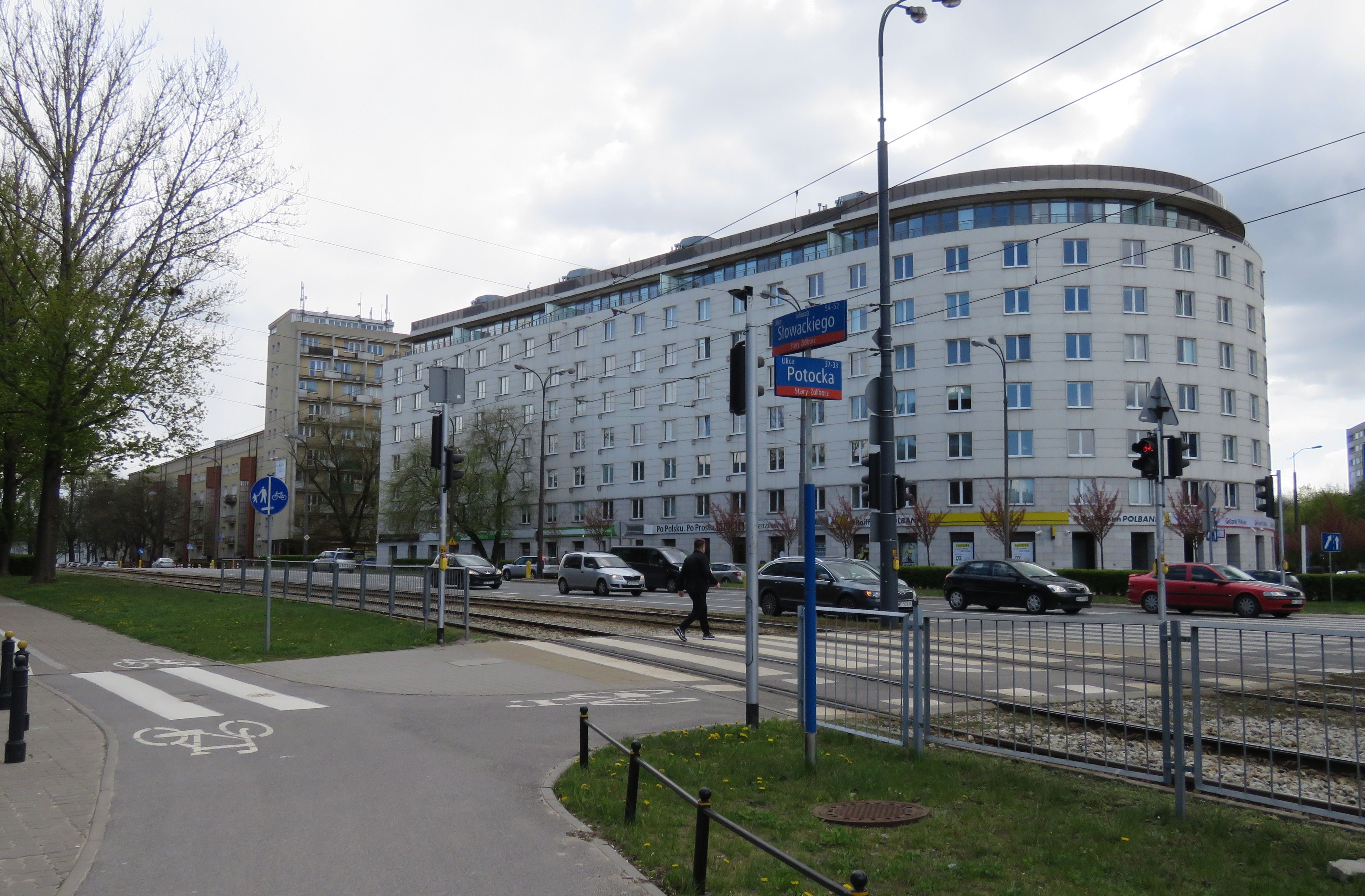
Ulica Słowackiego
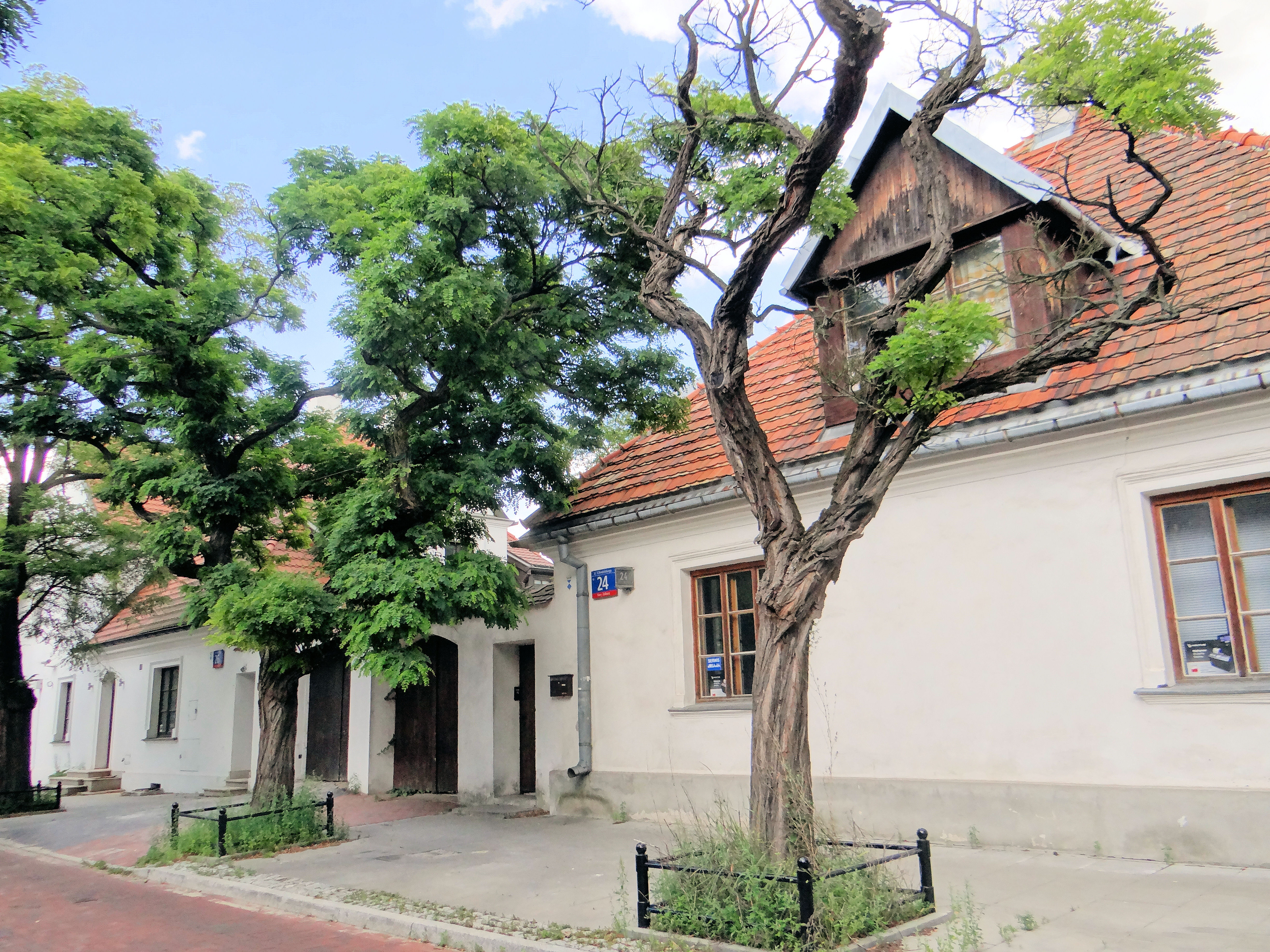
Żoliborz Urzędniczy, ulica Brodzińskiego